# Чехов, Валерий Александрович
Вале́рий Алекса́ндрович Че́хов (род. 27 ноября 1955, Москва) — советский и российский шахматист, гроссмейстер (1984). Тренер.

## Шахматная карьера
Чемпион мира среди юношей (1975). Разделил 1-2-е место в чемпионате РСФСР 1982 года (по дополнительным показателям занял 2-е место, пропустив вперёд А. В. Вайсера). Участник чемпионатов СССР (1980/1981, 1984 и 1991).
В составе сборной команды СССР победитель молодёжного чемпионата мира (1976) в Каракасе и 1-й Телешахолимпиады (1977/1978). В составе сборной ВС СССР победитель 13-го командного Кубка СССР (1984) в Киеве. В составе команды ЦСКА обладатель Кубка европейских клубов 1988 года.
Лучшие результаты в международных соревнованиях: Алгарви (1975) — 3-6-е; Галле и Поляница-Здруй (1981) — 3-е; Москва (1982 и 1986, 2-й турнир) — 5-6-е и 7-е; Баня-Лука (1983) — 4-5-е; Львов (1983) и Барселона (1984) — 1-е; Росток (1984) — 2-е; Дрезден (1985) — 1-2-е; Берлин (1986) — 1-3-е места.
В 1990-е гг. занялся тренерской работой. Совместно с С. Н. Архиповым подготовил ряд сильных шахматистов, среди которых О. А. Гиря, А. С. Савина, В. Г. Белоус, Ю. М. Елисеев, А. В. Стукопин и др. 

## Изменения рейтинга
| График не отображается по техническим причинам. Чтобы исправить это, воспроизведите график в новом формате, если это возможно. |